# Gemcitabină
Gemcitabina este un agent chimioterapic utilizat în tratamentul unor cancere. Calea de administrare disponibilă este cea intravenoasă.
Molecula a fost patentată în 1983 și a fost aprobată pentru uz medical în anul 1995. Se află pe lista medicamentelor esențiale ale Organizației Mondiale a Sănătății. Este disponibil sub formă de medicament generic în Europa începând cu anul 2009.

## Utilizări medicale
Gemcitabina este utilizată în tratamentul următoarelor forme de cancer:
- cancer de vezică urinară, în asociere cu cisplatină
- adenocarcinom pancreatic[14]
- cancer bronho-pulmonar fără celule mici (NSCLC), în asociere cu cisplatină
- carcinom ovarian epitelial, în asociere cu carboplatină
- cancer de sân inoperabil, recurent local sau metastatic, în asociere cu paclitaxel

## Mecanism de acțiune
Gemcitabina este un analog de bază pirimidinică și acționează ca antimetabolit. Este metabolizat intracelular de nucleozid–kinaze la nucleozid-difosfat (dFdCDP) și trifosfat (dFdCTP), care sunt formele active. Se încorporează în molecula de ADN și produce o molecule nefuncțională. Inhibă și timidilat-sintetaza (TS), ducând la moartea celulei canceroase.